# Финксель
Финксель (нем. Vinxel) — отдельный населённый пункт города Кёнигсвинтер (район Рейн-Зиг, земля Северный Рейн-Вестфалия, Германия).

## География
Финксель расположен на северо-западной границе Бонна, в горах Пляйзер, на высоте 140–185 м над уровнем моря на местности, поднимающейся с северо-востока на юго-запад в сторону горы Паффельсберг (195,3 м). На северо-восток от Финксель в нескольких сотнях метров расположены соседние поселения Элингховен и Штильдорф. На юго-востоке находится поместье Франкенфорст. Два притока реки Айхенбах, протекающей в долинке к востоку от Финкселя, протекают частично под землей в пределах населённого пункта и на его окраине. Автодорога земельного значения L 490 на протяжении около трёх километров проходит от Штильдорфа через Финксель в долину Рейна до Оберкасселя.

## История
Финксель впервые упоминается в документе под названием «Фюнфзельден» в 1173 году. Это название относится к местным господам Фюнфтцайль и, таким образом, обозначает пять хозяйств, которые когда-то относились в Финкселю. Из них поместье Франкенфорст, впервые упомянутое в 1475 году (сегодня это неоклассический усадебный дом, построенный в 1872 году), и Хайдерхоф, принадлежавший монастырю Бёдинген с 1501 года и чей жилой дом относится к началу XVIII века), сохранились до наших дней. Предшественница католической часовни Посещения Девы Марии в Финкселе была построена в XIV веке; нынешнее здание датируется 1758 годом.
До 1806 года Финксель относился к приходу Штильдорф в Бергишской администрации Бланкенберга. Сюда также входили деревни Гильген, Хохольц и Ролебер, а также усадьба Унгартен. На карте топографической съёмки Рейнской области, проведенной в начале XIX века, название места по-прежнему было Пфингзен. После распада герцогства Берг Финксель (без Гильгена и Ролебера) с 1808 по 1813 год поселение являлось одной из 31 общин кантона Хеннеф в Великом герцогстве Берг и находилось под управлением мэрии Оберпляйс. В прусский период (с 1815 года) община Финкселя оставалась частью мэрии Оберпляйс и была отнесена к району Зигбург (с 1825 года «Зигкрайс»). Собственная администрация общины была основана в 1845-1846 гг. и включена в состав недавно образованного и политически независимого муниципалитета Штильдорф.
В середине XIX века бурый уголь активно добывался подземным способом в районе современного плато к западу от Финкселя по направлению к Оберхольторфу и вплоть до склона Рейна. Этот разведочный или разрешительный участок «Deutsche Redlichkeit» относился к крупнейшему в то время району добычи угля в Рейнской области с многочисленными шахтами, карьерами и рудниками на Хардте (с плавильными печами), а также в районе Ролебера и Гильгена (сегодня Хольцлар), а также Пютцхена. После того, как пласт в Финкселе был разработан, и примерно 10 м почвы над ним опустились, сегодня там едва ли можно увидеть какие-либо следы.
После Второй мировой войны в Финкселе наблюдался заметный рост населения. Приток перемещенных лиц из Восточной Европы и географическая близость к новому месту пребывания правительства, Бонну, привели к увеличению населения с 500 жителей в 1950 году до примерно 1000 жителей в 1970 году. До муниципальной реорганизации территории Бонна 1 августа 1969 года Финксель относился к муниципалитету Штильдорф. В этот же день общины Хохольц и Унгартен были отделены от Финкселя и включены в город Бонн (округ Бойель).

### Динамика численности населения
| Год  | Количество жителей |
| ---- | ------------------ |
| 1816 | 207                |
| 1828 | 230                |
| 1843 | 297                |
| 1885 | 358                |
| 1946 | 448                |

| Год  | Количество жителей |
| ---- | ------------------ |
| 1961 | 491                |
| 1970 | 889                |
| 1987 | 1 302              |
| 2000 | 1 741              |

| Год  | Количество жителей |
| ---- | ------------------ |
| 2005 | 1 778              |
| 2010 | 1 736              |
| 2015 | 1 667              |
| 2021 | 1 630              |

## Достопримечательности
- Католическая часовня Посещения Девы Марии, построенная в 1758 году и восстановленная в 1945 году после военных повреждений, представляет собой оштукатуренное здание из бутового камня с трехсторонней апсидой. Он имеет портал с широким трахитовым косяком и шиферную крышу с башенкой; Внутри здание имеет плоскую крышу. Владелец часовни, город Кёнигсвинтер, на протяжении многих лет пренебрегал её структурой и сейчас она находится в полуразрушенном состоянии[14], а обсуждение е# состояния уже было подхвачено в местной прессе[15].
- Помимо часовни, в лист памятников архитектуры Финкселя входят памятный крест, установленный перед часовней, а также три других придорожных креста в деревне и за её пределами, а также усадьбы Хайдерхоф и Франкенфорст.
- Ансамбль жилых зданий, частично фахверковых, построенный на юго-востоке Финкселя в период с 1966 по 1981 год по планам архитекторов планировочной группы Штильдорфа, которые в основном там проживали, а также архитекторов Николауса и Зигрида Симона, в настоящее время считается историческим памятником.[16]

Достопримечательности Финкселя
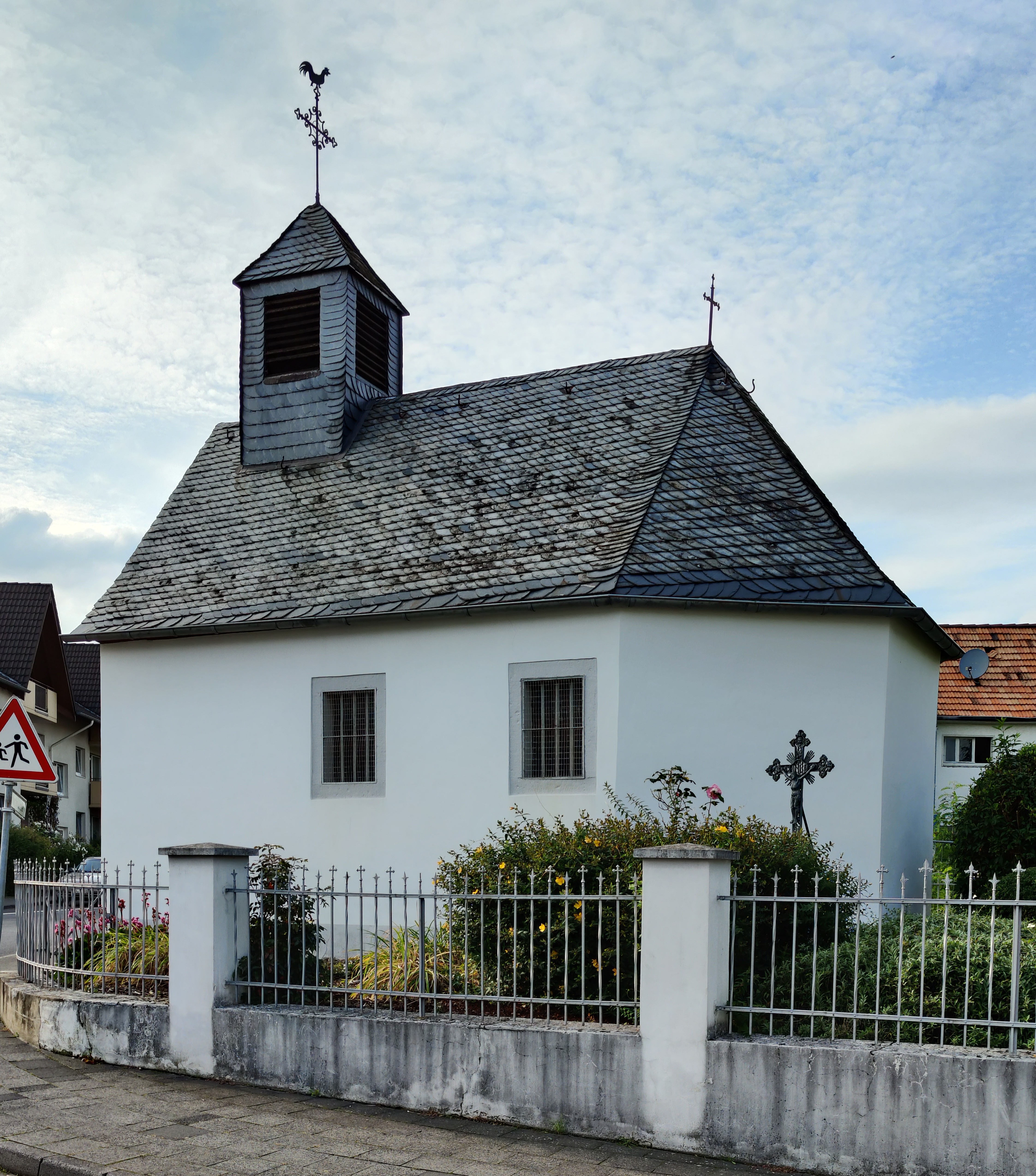
Часовня Посещение Мари
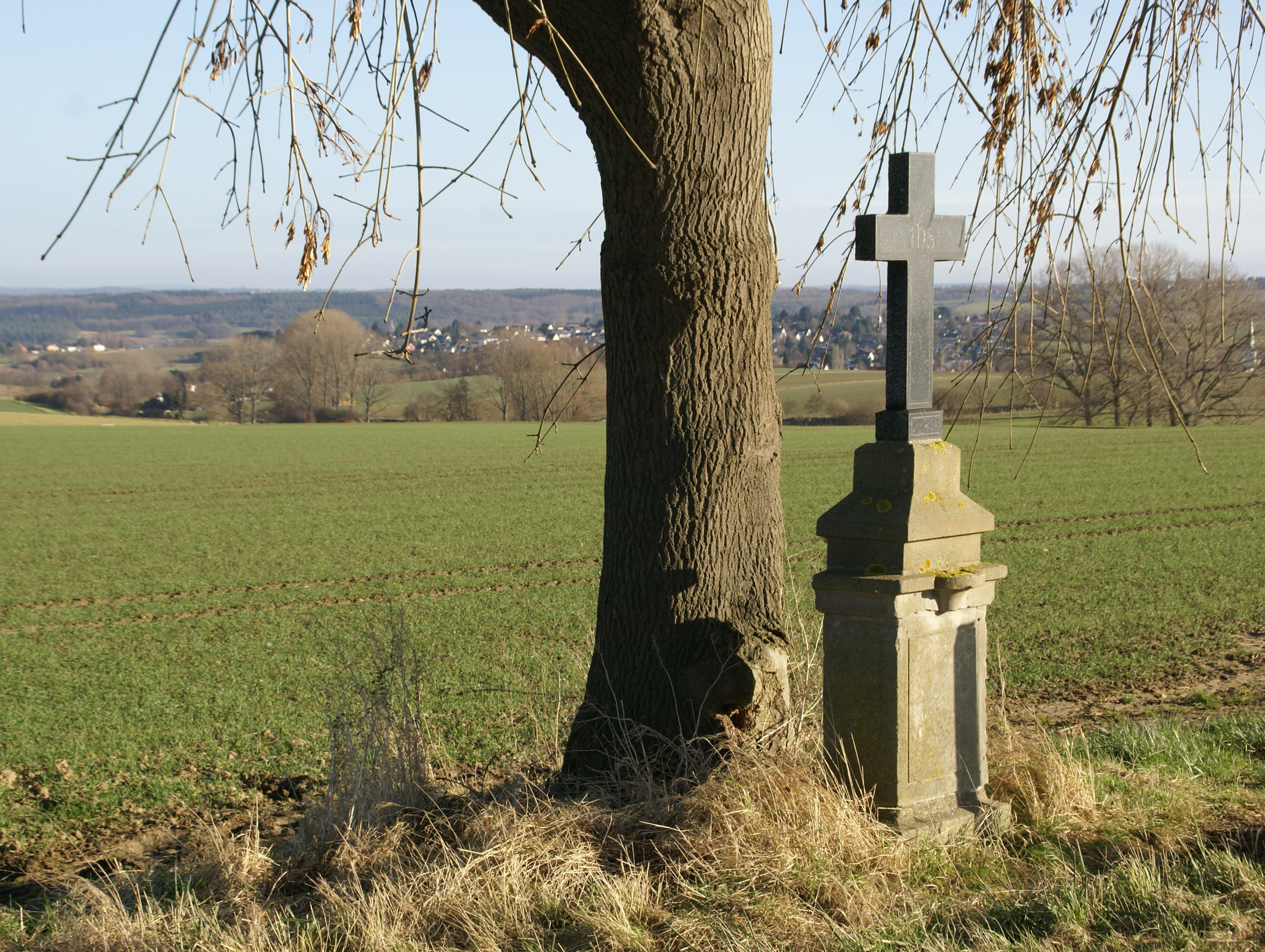
Придорожный крест на Хольторфер Штрассе
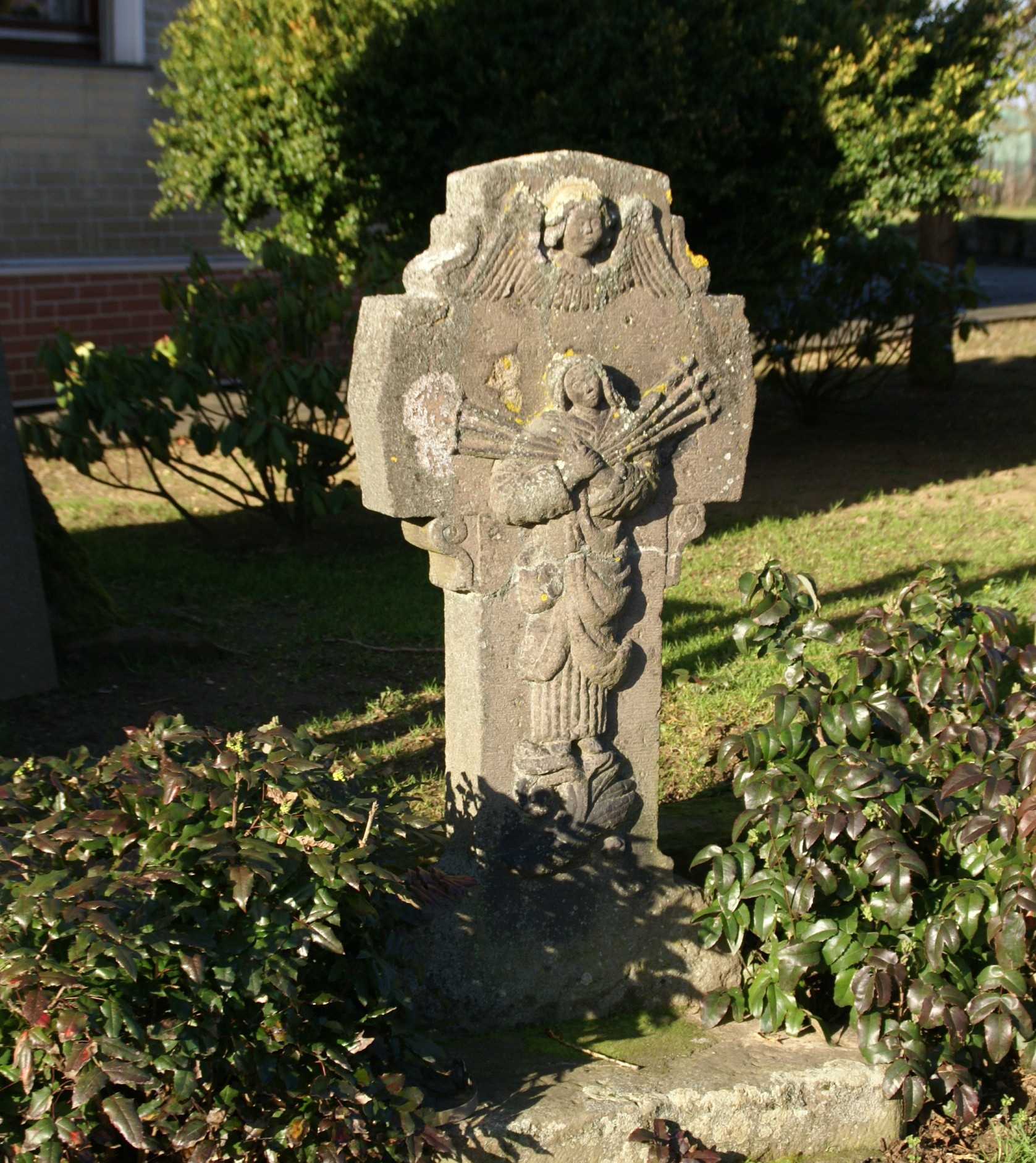
Придорожный крест на дороге Касселер Вег
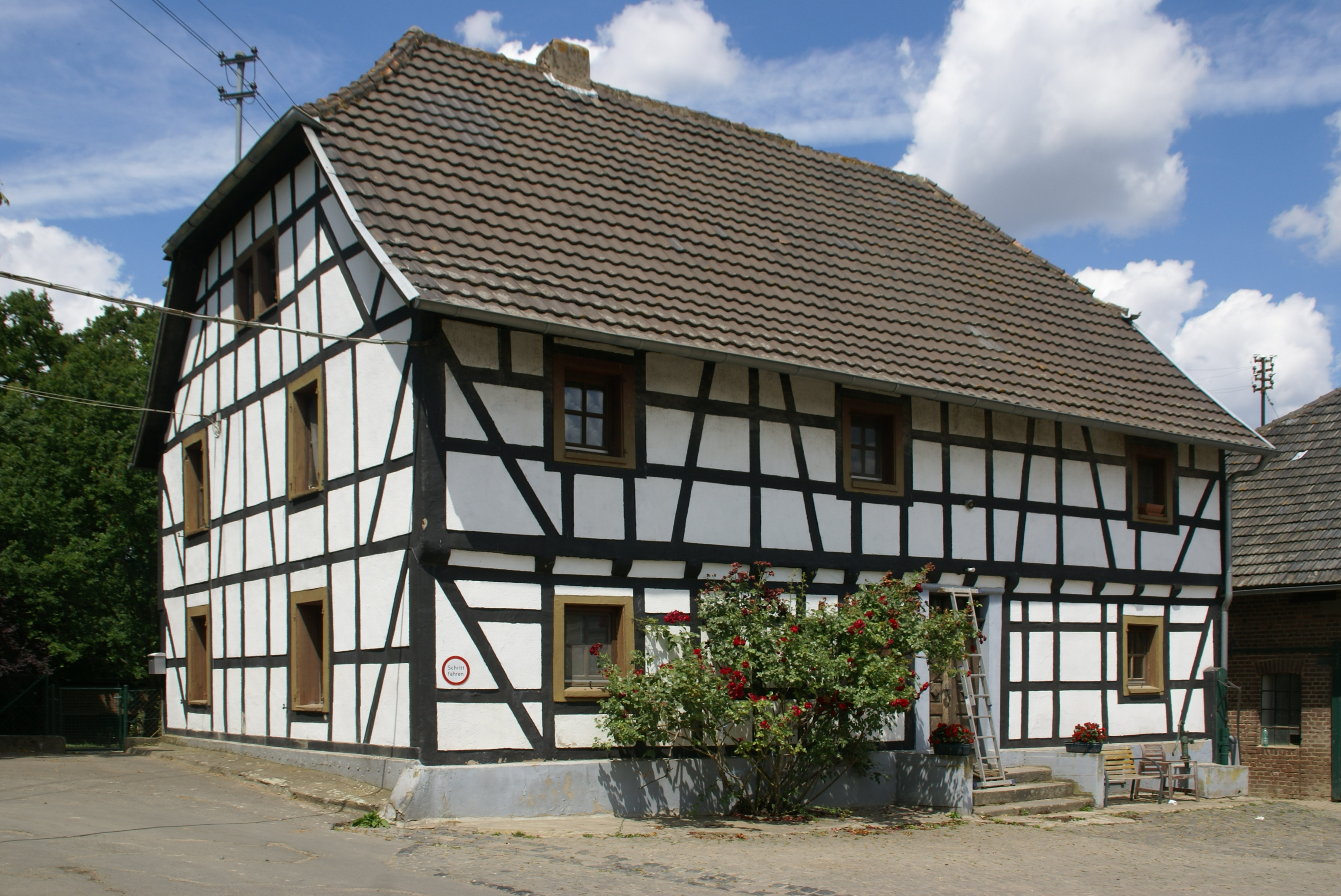
Усадьба Хайдерхоф
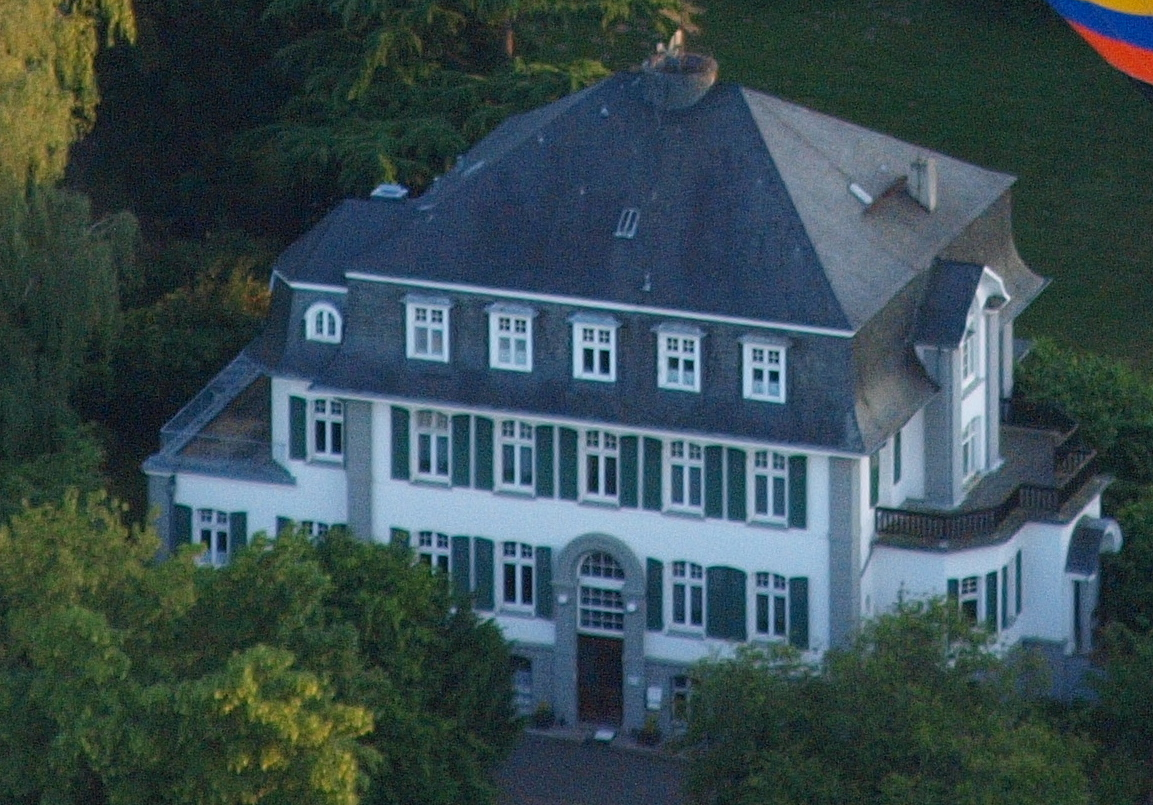
Усадьба Франкенфорст

## Личности
- Роберт Глатцер (Robert Glatzer) (1925–1995) — немецкий архитектор, жил в Финкселе[17]
- Гюнтер Хорншух (Günther Hornschuh) (1925–2001) — немецкий архитектор, жил в Финкселе.
- Георг Поллих (Georg Pollich) (1928) — немецкий архитектор, жил в Финкселе.
- Петер Тюрлер (Peter Türler) (1934) — немецкий архитектор, жил в Финкселе.[17]
- Николаус Симон (Nikolaus Simon)(1935–2017) — немецкий архитектор, жил в Финкселе.